# Зарури, Анасс
Ана́сс Зарури́ (нидерл. Anass Zaroury; араб. أنس الزروري‎; род. 7 ноября 2000, Мехелен, Фламандский регион) — марокканский и бельгийский футболист, нападающий клуба «Ланс» и сборной Марокко. Выступает на правах аренды за клуб «Панатинаикос».
Выступал за клубы «Ломмел» и «Шарлеруа», молодёжную сборную Бельгии, а также национальную сборную Марокко.

## Клубная карьера
Этнический марокканец. Родился 7 ноября 2000 года в городе Мехелен в Бельгии. Воспитанник футбольной школы клуба «Зюлте-Варегем».
Во взрослом футболе дебютировал в 2019 во второй бельгийской лиге выступлениями за клуб «Ломмел», в котором провёл два сезона, приняв участие в 30 матчах чемпионата.
Своей игрой привлёк внимание представителей тренерского штаба клуба «Шарлеруа», к составу которого присоединился в 2021 году. Отыграл за команду из Шарлеруа следующий сезон своей игровой карьеры. Большинство времени, проведённого в составе клуба, являлся основным игроком атакующего звена команды.
К состав клуба «Бернли» присоединился в 2022 году.
1 февраля 2024 года был арендован клубом «Халл Сити» на оставшуюся часть сезона.

## Выступления за сборные
В 2017 году дебютировал в составе юношеской сборной Бельгии (U-17), всего на юношеском уровне принял участие в 7 играх, отличившись одним забитым голом.
В течение 2021—2022 годов привлекался в состав молодежной сборной Бельгии. На молодёжном уровне сыграл в 7 официальных матчах.
Однако в 2022 году принял решение играть за национальную сборную Марокко, дебютировал в официальных матчах в составе национальной сборной Марокко в этом же году.
В составе сборной был участником чемпионата мира 2022 года в Катаре.

## Статистика выступлений

### Статистика клубных выступлений
| Сезон             | Команда           | Чемпионат         | Чемпионат | Чемпионат | Национальный кубок | Национальный кубок | Национальный кубок | Континентальные кубки | Континентальные кубки | Континентальные кубки | Другие соревнования | Другие соревнования | Другие соревнования | Всего | Всего |
| Сезон             | Команда           | Лига              | Игр       | Голов     | Лига               | Игр                | Голов              | Лига                  | Игр                   | Голов                 | Лига                | Игр                 | Голов               | Игр   | Голов |
| ----------------- | ----------------- | ----------------- | --------- | --------- | ------------------ | ------------------ | ------------------ | --------------------- | --------------------- | --------------------- | ------------------- | ------------------- | ------------------- | ----- | ----- |
| 2019-20           | «Ломмел»          | Д2                | 5         | 0         | КБ                 | 1                  | 1                  |                       | -                     | -                     |                     | -                   | -                   | 6     | 1     |
| 2020-21           | «Ломмел»          | Д2                | 25        | 7         | КБ                 | 2                  | 0                  |                       | -                     | -                     |                     | -                   | -                   | 27    | 7     |
| Всего за Ломмел   | Всего за Ломмел   | Всего за Ломмел   | 30        | 7         |                    | 3                  | 1                  |                       | -                     | -                     |                     | -                   | -                   | 33    | 8     |
| 2021-22           | «Шарлеруа»        | Д1                | 33+5      | 5+0       | КБ                 | 1                  | 0                  |                       | -                     | -                     |                     | -                   | -                   | 39    | 5     |
| 2022              | «Шарлеруа»        | Д1                | 5         | 2         | КБ                 | -                  | -                  |                       | -                     | -                     |                     | -                   | -                   | 5     | 2     |
| Всего за Шарлеруа | Всего за Шарлеруа | Всего за Шарлеруа | 38+5      | 7+0       |                    | 1                  | 0                  |                       | -                     | -                     |                     | -                   | -                   | 44    | 7     |
| 2022-23           | «Бернли»          | ЧШ                | 13        | 4         | КО + КЛ            | 0+1                | 0+2                |                       | -                     | -                     |                     | -                   | -                   | 14    | 6     |
| Всего за карьеру  | Всего за карьеру  | Всего за карьеру  | 86        | 18        |                    | 5                  | 3                  |                       | -                     | -                     |                     | -                   | -                   | 91    | 21    |

## Достижения

### Награды
- Офицер Ордена Трона (2022)[8]